# .NET Framework
.NET Framework reprezintă un mod de interfață utilizator care rulează programe independente de sistemul hardware. Altfel spus, utilizatorul are posibilitatea de a rula același program efectiv (compilat inițial pe un echipament hardware) fiind compilat pentru platforma dot net, pe un alt echipament hardware, dar care rulează un sistem de operare (sau platformă) dot net.
Diferența față de sistemele de operare clasice v. sistem de operare este că în timp ce sistemul de operare clasic este o colecție de interfețe software pentru echipamente hardware distincte, sistemul dot net framework este doar colecția software. În cadrul platformei de utilizator dot net, nu se folosesc parametrii care țin de platforma hardware. Astfel un program care era destinat pentru platforma Windows de exemplu, de varianta sa pentru sistemul de operare android, presupunea două programe diferite. În schimb programul destinat platformei dot net, rulează atât in primul sistem de operare cât și în al doilea, fără recompilare.
Adaosul în denumire a sintagmei net duce la ideea de internet. Se presupune că acesta este urmașul tehnologiei ActiveX (tehnologie care permite lucrul cu fișiere, spre deosebire de lucrul cu programe) care în plus se va partaja (și distribui) mai mult pe internet.

## Necesitatea platformei dot net
Crescând numărul de utilizatori care folosesc sisteme de operare moderne, apare necesitatea folosirii unor interfețe de utilizator unice care să poată fi folosite pentru a beneficia de același program pe cât mai multe și diverse echipamente hardware. Numărul de echipamente cu sistem de operare modern este mai mare decât sistemele echipamentelor vechi. Pentru compatibilitate cu echipamentele noi, este nevoie de a menține compatibilitatea cu cele vechi. Acesta este punctul forte al platformei dot net, și anume că ea este independentă de echipamentul hardware. În schimb platforma dot net este dependentă de mediul software. Astfel pentru a folosi de exemplu: o cameră video, sistemul software (având drivere pentru camera video) oferă interfața la camera video prin intermediul platformei dot net. Un alt sistem de operare este sistemul de operare java.

## Dezavantaje dot net
Platforma dot net, care este o platformă software pentru a rula programe are nevoie de sistem de operare pe care să ruleze. Studiind cotele de piată a sistemelor de operare vedem:
- 25% din piață o reprezintă sistemul de operare Windows,
- 35% android,
- 15% mac,
- 5% java,
- restul: alte sisteme de operare, inclusiv IoT.

## Legătura cu internet. Sintagma net
v. articol principal ActiveX, v. articol principal OLE2
Utilizatorul platformei de internet dot net poate avea nevoie de a lucra cu fișiere. Tehnologia ActiveX permite deschiderea și folosirea unui fișier în cadrul altor programe, dacă acestea au implementată interfața corespunzătoare. Fiindcă tendința cloud este de a avea fișiere disponibile pe internet atunci apare oportunitatea lucrului cu fișiere pe internet. Pentru a lucra cu fișiere avem nevoie de anumite programe, iar pentru a le manipula pe internet avem nevoie de încă altele. Platforma sau tehnologia ActiveX mută fișierul într-unul pe internet.

## Versiuni
| Versiune | CLR | Numărul versiunii | Data lansării     | Visual Studio                   | Implicit pe Windows                                                   | Înlocuiește |
| -------- | --- | ----------------- | ----------------- | ------------------------------- | --------------------------------------------------------------------- | ----------- |
| 1.0      | 1.0 | 1.0.3705.0        | 1 mai 2002        | Visual Studio .NET              | No                                                                    | No          |
| 1.1      | 1.1 | 1.1.4322.573      | 1 aprilie 2003    | Visual Studio .NET 2003         | Windows Server 2003                                                   | 1.0         |
| 2.0      | 2.0 | 2.0.50727.42      | 11 iulie 2005     | Visual Studio 2005              | Windows Vista, Windows 7, Windows Server 2008 R2                      | No          |
| 3.0      | 2.0 | 3.0.4506.30       | 6 noiembrie 2006  | Visual Studio 2005 + expansiune | Windows Vista, Windows Server 2008, Windows 7, Windows Server 2008 R2 | 2.0         |
| 3.5      | 2.0 | 3.5.21022.8       | 9 noiembrie 2007  | Visual Studio 2008              | Windows 7, Windows Server 2008 R2                                     | 2.0, 3.0    |
| 4.0      | 4   | 4.0.30319.1       | 12 aprilie 2010   | Visual Studio 2010              | Windows 8, Windows Server 2012                                        | No          |
| 4.5      | 4   | 4.5.50709.17929   | 15 august 2012    | Visual Studio 2012              | Windows 8, Windows Server 2012                                        | 4.0         |
| 4.5.1    | 4   | 4.5.50938.18408   | 17 octombrie 2013 | Visual Studio 2013              | Windows 8.1, Windows Server 2012 R2                                   | 4.0, 4.5    |
| 4.5.2    | 4   | 4.5.51209.34209   | 5 mai 2014        | No                              | No                                                                    | 4.0-4.5.1   |
| 4.6      | 4   | 4.6.1038.0        | 20 iulie 2015     | Visual Studio 2015              | Windows 10                                                            | 4.0-4.5.2   |
| 4.6.1    | 4   | 4.6.23123.0       | 17 noiembrie 2015 | Visual Studio 2015 Update 1     | Windows 10 v1511                                                      | 4.0-4.6     |
| 4.6.2    | 4   | 4.6.23907.0       | 20 iulie 2016     |                                 | Windows 10 v1607                                                      | 4.0-4.6.1   |
| 4.7      | 4   | 4.7.02046         | 5 aprilie 2017    | Visual Studio 2017              | Windows 10 v1703                                                      | 4.0-4.6.2   |
| 4.7.1    | 4   | 4.7.02556         | 17 octombrie 2017 | Visual Studio 2017 v15.5        | Windows 10 v1709, Windows Server 2016 (version 1709)                  | 4.0-4.7     |
| 4.7.2    | 4   | 4.7.03056         | 30 aprilie 2018   | Visual Studio 2017 v15.8        | Windows 10 v1803                                                      | 4.0-4.7.1   |
| 4.8      | 4   |                   | 18 aprilie 2019   | Visual Studio 2019 v16.3        | Windows 11, Windows 10 v1903, Windows Server 2022                     | 4.0-4.7.2   |
| 4.8.1    | 4   |                   | 9 august 2022     | Visual Studio 2022 v17.3        | Windows 11 22H2                                                       | 4.0-4.8     |

## Programare aplicațiilor dot net
Pentru platforma sistemului de operare Windows și cu mediul de programare Visual Studio se pot scrie deja aplicații dot net. În funcție de ediția mediului de programe și a platformei de destinație pe care programatorul o alege pentru aplicația sa, utilizatorii aplicației pot beneficia de ea pe toate sistemele de operare, sau pe toate IoT care oferă platforma software dot net Framework.

## Concluzie
Platforma dot net oferă două lucruri:
- poate oferi și opera cu fișiere stocate pe internet
- posibilitate de a lucra pe toate echipamentele hardware.

## Legături externe
- Site web oficial
- What is Microsoft .Net Framework
- Overview of .NET Framework (MSDN)
- .NET Github repository